# Ring Ding Dong
Ring Ding Dong (abreviada como "RDD") é o primeiro single do terceiro mini-álbum da boy band sul-coreana Shinee, 2009, Year of Us. Foi escrita por Yoo Young-jin. Ficou na 1° posição no Gaon Chart após o seu lançamento digital no dia 14 de outubro de 2009. A canção foi executada em vários espetáculos de variedades, shows, passeios e cerimônias de premiação.

## Promoções

### Vídeo musical
O vídeo oficial da música "Ring Ding Dong" foi lançado no canal oficial no YouTube da SM Entertainment em 16 de outubro de 2009, dois dias após o lançamento digital do single.
O início do vídeo da música tem os membros dançando noite adentro. Embora de vez em quando ele muda para mostrar cada membro individual em diferentes salas brancas. Pegam uma borboleta em um recipiente de vidro, com diferentes reflexo em espelhos, acendendo velas, com um toque de um dedo, e voltam no tempo; isso mostra que os membros têm um lado mais sombrio. Durante o segundo verso os membros estão dançando na água com um carro preto por trás deles. Durante o segundo verso os membros estão dançando na água com um carro preto por trás deles. Os membros se sentam no mesmo carro mais tarde. No final do vídeo, os membros são apresentados como tendo asas negras saindo das suas costas. O vídeo termina com os membros olhando para a cidade sentados ou em pé.

## Desempenho nas paradas
| Gráfico                      | Melhores posições |
| ---------------------------- | ----------------- |
| Gaon Weekly singles          | 1                 |
| Gaon Streaming Singles chart | 1                 |
| Gaon Download Singles chart  | 1                 |

## Prêmios de programas musicais
| Ano  | Data           | Programa     |
| ---- | -------------- | ------------ |
| 2009 | 30 de outubro  | Music Bank   |
| 2009 | 1 de novembro  | Inkigayo     |
| 2009 | 5 de novembro  | M! Countdown |
| 2009 | 6 de novembro  | Music Bank   |
| 2009 | 8 de novembro  | Inkigayo     |
| 2009 | 15 de novembro | Inkigayo     |